# روبين وليامز (ملاكم)
روبين وليامز (بالإنجليزية: Rubin Williams)‏ (9 أبريل 1976 بديترويت في الولايات المتحدة - ) هو فنان قتال مختلط وملاكم أمريكي.

## إحصائيات
خاض خلال مسيرته 59 نزالا، فاز في 29 وتعادل في 1 وخسر في 29. فاز بالضربة القاضية في 16 نزالا.

## روابط خارجية
- روبين وليامز على موقع IMDb (الإنجليزية)
- روبين وليامز على موقع بوكس ريك (الإنجليزية) (registration required)
- روبين وليامز على موقع شيردوغ (الإنجليزية)